# 内山久美子
内山 久美子（うちやま くみこ、1971年5月25日 - ）は、静岡県出身のフリーアナウンサー、元テレビ静岡のアナウンサーである。

## 来歴・人物
身長167cm、血液型AB。
県立藤枝東高校を経て法政大学社会学部社会学科卒業。
1994年、テレビ静岡に入社。テレビ静岡時代には産経新聞静岡県版朝刊にコラム「気ままにトーク」を執筆した。
1998年に退社し、以後フリーアナウンサーとして活動する。
1998年10月から、病気のため降板しその後死去した声優の新山志保に代わって文化放送のラジオ番組「走れ!歌謡曲」火曜日（月曜深夜）のパーソナリティを担当し、2001年3月に中尾美穂に交代するまで続いた。
2002年10月からニッポン放送のトーク番組「トヨタ・スポーツドリーム」にスポーツジャーナリストの羽佐間正雄と出演。インタビュアーを務めている。
夫と息子2人の4人家族である。